# Arif Mardin
Arif Mardin (Estambul, Turquía, 15 de marzo de 1932-Nueva York, Estados Unidos, 25 de junio de 2006) fue un músico, arreglista y productor discográfico, conocido por sus trabajos con numerosos artistas en las décadas de 1960, 1970, 1980 y 1990. 
Ganador de 12 Premios Grammy, durante sus más de treinta años en la casa discográfica Atlantic Records, fue junto con Tom Dowd y Jerry Wexler impulsor de lo que sería conocido como el «Atlantic Sound». Mardin fue productor de artistas como Aretha Franklin, los Bee Gees, Average White Band, Anita Baker, Bette Midler y Chaka Khan.

## Biografía
Mardin de graduó en Ciencias Económicas y Comercio de la Universidad de Estmnbul y posteriormente estudió en la London School of Economics. Siendo amante de la música jazz, tras enviar unas composiciones suyas a Quincy Jones, se convirtió en el primer becario de la Quincy Jones Scholarship de la Berklee College of Music en Boston. Tras graduarse de Berklee en 1961, enseñó allí durante un año antes de trasladarse a Nueva York.
En 1963, Mardin comenzó a trabajar en Atlantic Records como ayudante de Nesuhi Ertegün, hermano del cofundador de la casa discográfica, Ahmet Ertegün. En 1969, fue nombrado vicepresidente de la compañía.

## Productor
Tras trabajar durante varios años en las grabaciones de músicos de jazz como el Modern Jazz Quartet, su primer éxito como productor para Atlantic fue Good Lovin' de The Rascals, coproducido con Jerry Wexler y Tom Dowd. Los tres tuvieron su siguiente éxito en 1967 con el álbum I never loved a man the way I love you, de Aretha Franklin.
Tras jubilarse de Atlantic, se fue al grupo EMI para ponerse al frente de Manhattan Records, donde produjo el primer álbum de la hija de Ravi Shankar, Norah Jones, Come away with me.

## Discografía

### Como músico
- Glass Onion (1970)
- Journey (1975) - con David "Fathead" Newman, Bernard "Pretty" Purdie, Richard Tee, Cornell Dupree, Tony Levin, Pepper Adams, Gary Burton, Hubert Laws, Grady Tate, Randy Brecker, Michael Brecker, Joe Farrell, Gary Burton, Ron Carter, Steve Gadd, Billy Cobham, entre otros.[5]